# Gholam Reza Pahlaví

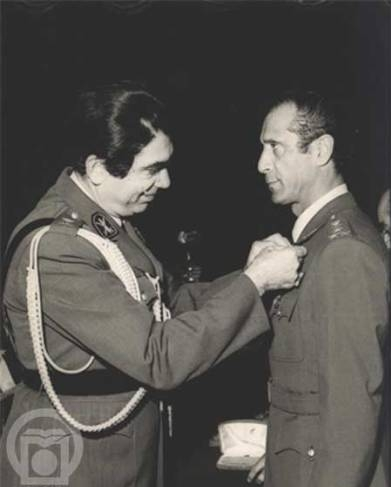
Shahpur Gholam Reza Pahlaví (izquierda) y Mohammad Amir Jatam.

Gholam Reza Pahlaví (grafía persa: شاهپور غلام‌رضا پهلوی; Teherán, 15 de mayo de 1923-París, 7 de mayo de 2017) fue un shahpur (príncipe) iraní miembro de la dinastía Pahlaví. Fue hijo del sah de Persia Reza Shah y hermano del sah de Irán Mohammad Reza Pahleví (último sah de la dinastía).

## Carrera y actividades
Pahlaví comenzó su carrera en las fuerzas armadas de Irán, llegando a inspector general de las fuerzas armadas. Después de ocupar diversos puestos en el ejército fue ascendido a teniente general en 1973.
En 1955, se hizo miembro del Comité Olímpico Internacional. También fue presidente del Comité Olímpico Nacional de Irán. Del 5 al 13 de diciembre de 1973, él y su segunda esposa visitaron oficialmente China, justo antes de que el primer embajador de Irán, Abbas Aram, comenzase a prestar servicio en el país. Pahlaví, como presidente del Comité Olímpico Nacional de Irán, apoyó la oposición de China a que Taiwán participase en los Juegos Olímpicos de Montreal 1976. Sin embargo, no era muy activo en la vida política nacional.
Durante el reinado de Mohammad Reza Pahlaví, era propietario de tierras en Irán y de numerosas acciones de seis empresas.

## Trabajos publicados
- Mon père, mon frère, les Shah d'Iran (2005). [Libro publicado en francés y persa]. ISBN 2915685061

## Distinciones honoríficas
Entre sus distinciones honoríficas, contaba con las siguientes:

### Iraníes
- Caballero Gran Cruz de la Orden de Pahlaví.
- Orden de la Gloria.
- Orden del Mérito Militar [de segunda clase].
- Orden de Honor [de segunda clase].
- Orden de Rashtakhiz [de primera clase].
- Medalla del Levantamiento [Medalla del 28.º Amordad 1332] (1953).
- Medalla Conmemorativa de la Coronación de Mohammad Rezā Shāh Pahlaví (26/10/1967).
- Medalla Conmemorativa del 2500.º Aniversario del Imperio de Irán (14/10/1971).
- Medalla Conmemorativa de la Celebración del 2500.º Aniversario del Imperio de Irán (15/10/1971).

### Extranjeras
- Caballero de la Orden del Sol Supremo [de primera clase] (Reino de Afganistán).
- Caballero gran cruz de la Real Orden de Isabel la Católica (Reino de España, 1978).
- Medalla Conmemorativa de la Coronación del Rey Birendra (Reino de Nepal, 24/02/1975).[12]